# GXL
GXL (Graph eXchange Language) è un formato file progettato per lo scambio di grafi. GXL è un sottolinguaggio di XML e la sintassi è data da un Document Type Definition XML DTD.
Questo formato offre flessibilità ed adattabilità per supportare l'interoperabilità tra strumenti software per grafi.